# Antiga Casa de la Vila (Terrassa)
L'Antiga Casa de la Vila és un edifici al Raval de Montserrat, 13, cantonada amb el carrer Cremat de Terrassa, catalogat com a bé cultural d'interès local.

## Descripció
És un edifici de planta rectangular que consta de planta baixa, pis principal i golfes, amb coberta de teula a quatre vessants. Totes les obertures són allindanades, llevat de les corresponents a les golfes, que són ovalades. La façana principal, al Raval de Montserrat, té cinc obertures a cada pis, les del principal amb balconades de ferro fos. Damunt els balcons dels extrems del principal conserva a la façana principal, com a testimoni del seu primer ús, dos relleus que reprodueixen les torres de l'escut de la ciutat. Al primer pis hi ha el saló principal, que havia estat decorat amb plafons pictòrics d'Alexandre de Riquer. L'edifici es corona amb una cornisa.

## Història

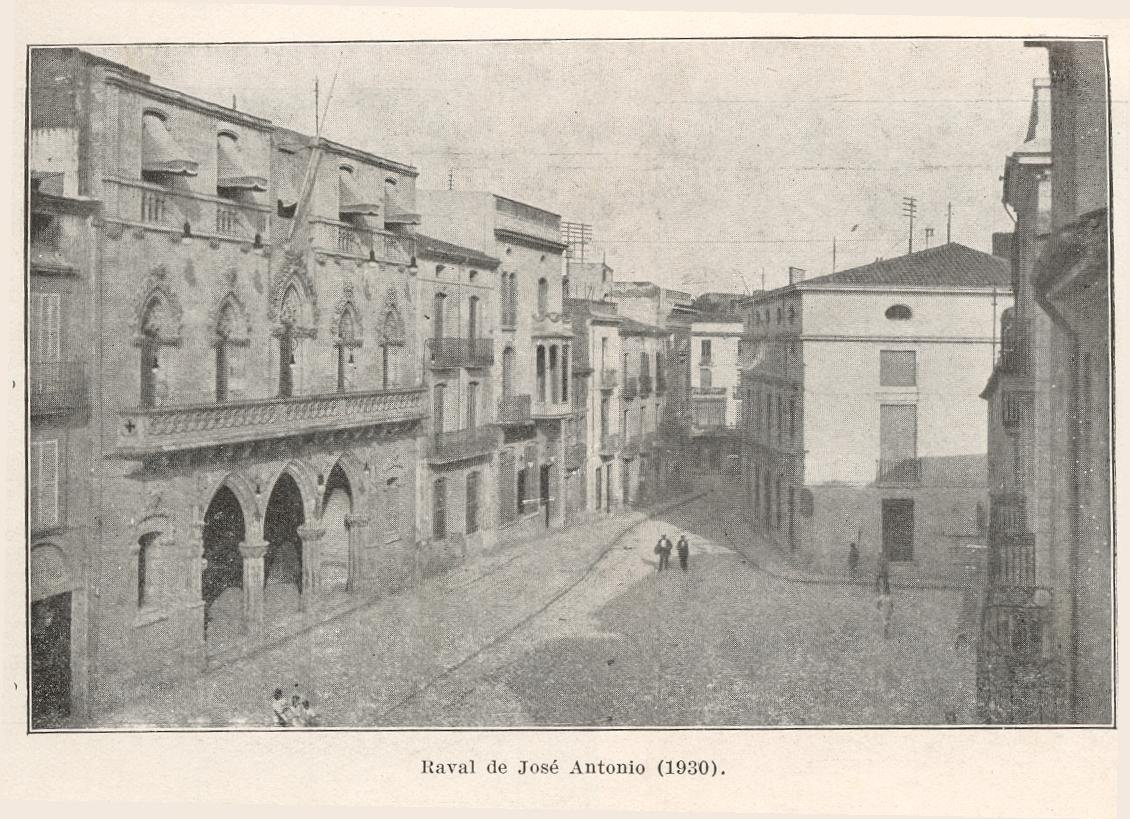
El raval de Montserrat l'any 1930; a l'esquerra, la Casa de la Vila actual amb la façana inacabada; a la dreta, l'antiga Casa de la Vila, en aquell moment seu de l'Institut Industrial

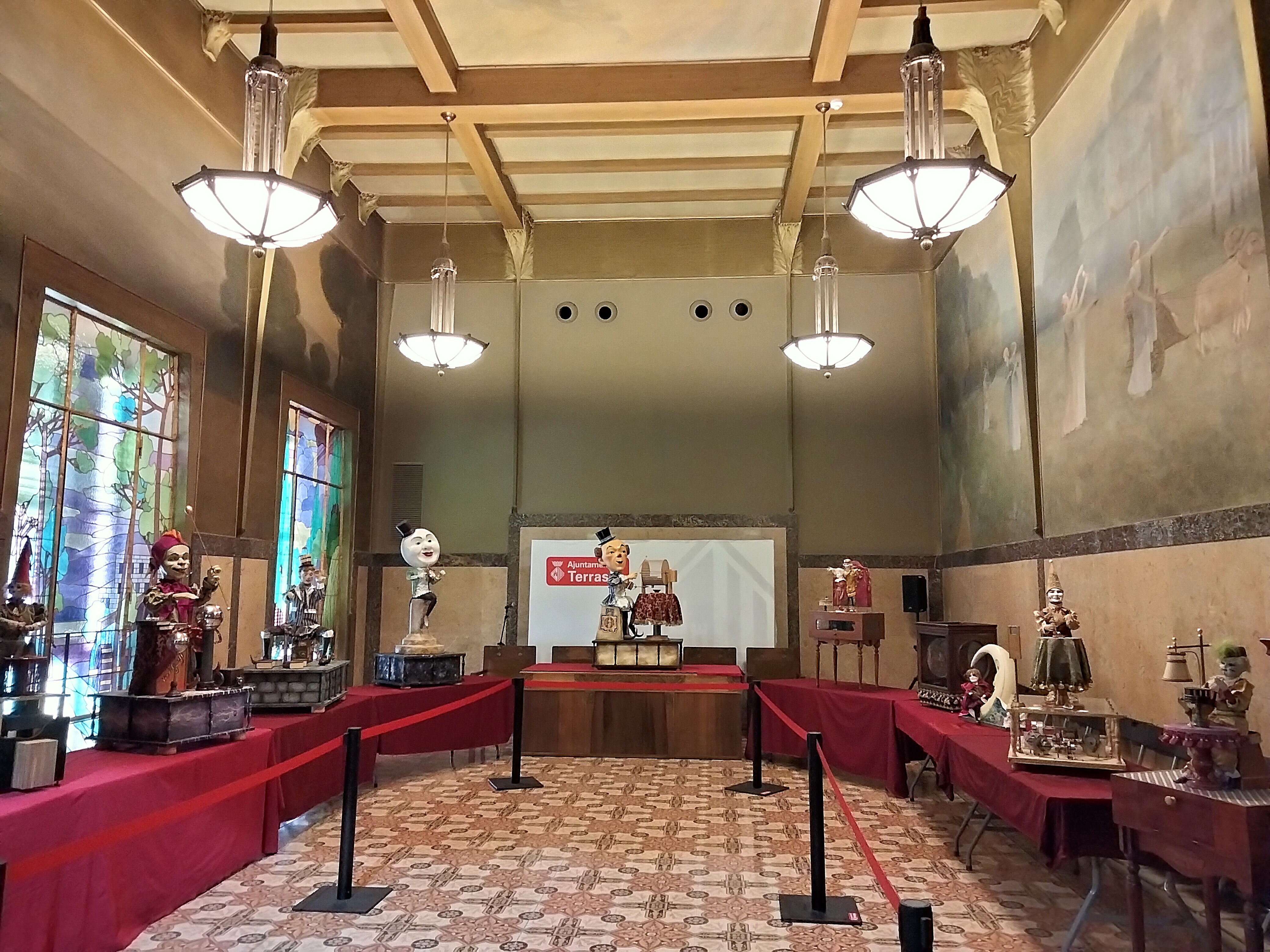
La Sala Noble amb una exposició d'autòmats durant la Fira Modernista de 2024; a la paret de la dreta, pintura mural de Joaquim Vancells

El projecte és de l'any 1832, i les obres, sota la direcció del mestre d'obres Jacint Matalonga, van començar el 3 d'agost del 1835, i s'inaugurà el 30 de maig del 1836. Les baranes de ferro colat dels balcons són obra del constructor Agustí Alland, del 1842.
Va ser construït com a Casa de la Vila, funció que va mantenir fins ela 1898 va esdevenir la seu de l'Institut Industrial, etapa en la qual s'hi van realitzar importants obres de reforma. Del 1901 daten els plafons d'Alexandre de Riquer que decoraven el saló principal (que avui es troben a la casa museu Alegre de Sagrera). El 1904, l'arquitecte Lluís Muncunill hi va fer una intervenció important. El pintor Joaquim Vancells va completar aquell mateix any la decoració del saló.
Entre el 1981 i el 2001 va ser la seu del Centre Excursionista de Terrassa. El 2018 l'ajuntament va recuperar l'edifici que va bescanviar amb l'Institut Industrial per un solar edificable d'ús industrial. Després d'obres de reforma que van començar el 2021 el maig de 2023, va reobrir com a Casa de l'Esport, un espai d’atenció a entitats i clubs de la ciutat. Es va adaptar al nou ús amb respecte dels elements històrics.